# Sauerstoff-Selbstretter

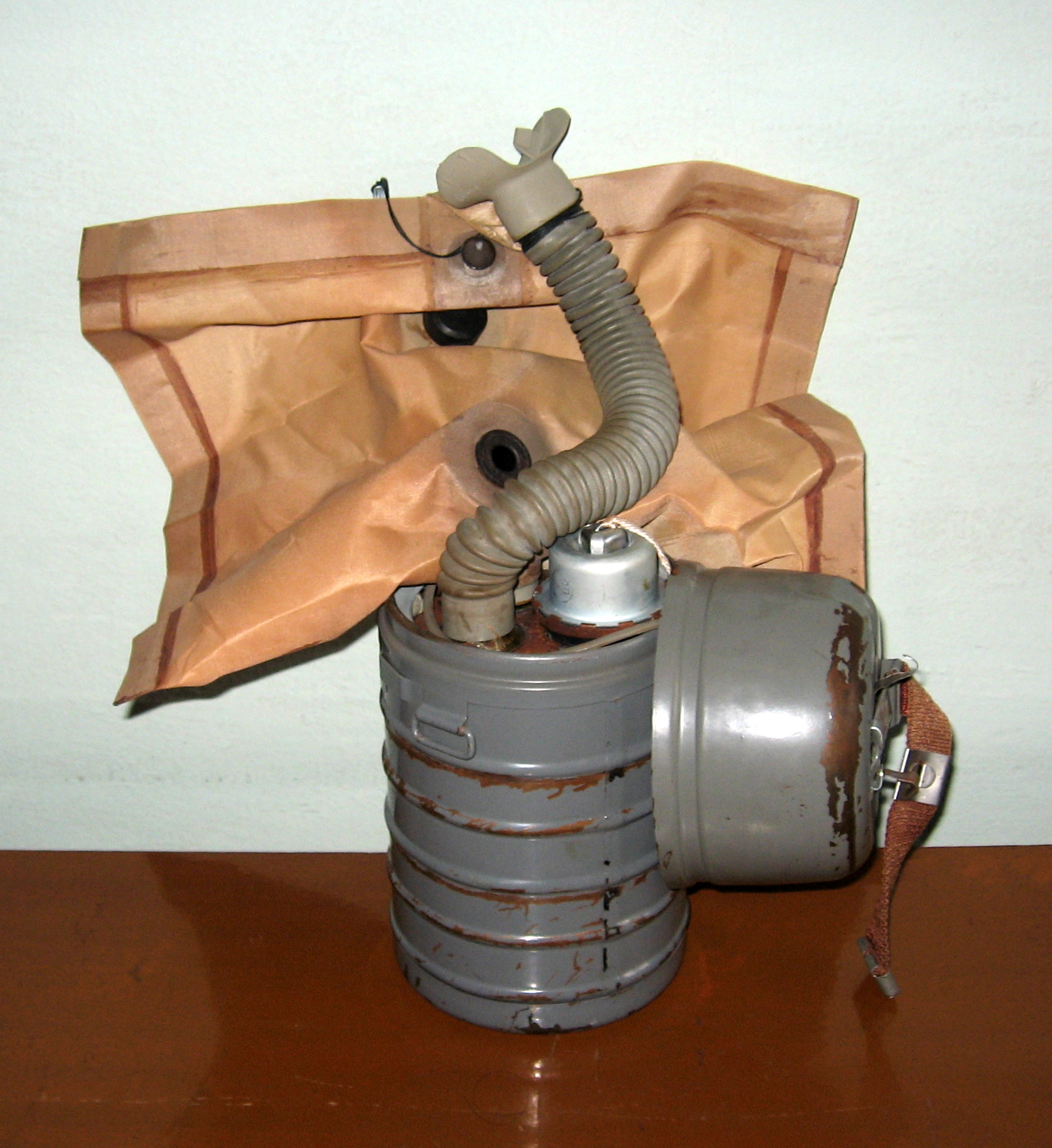
Sowjetischer Sauerstoff-Selbstretter SchaSS1U

Ein Sauerstoff-Selbstretter, auch Sauerstoffselbstretter oder Isolierender Selbstretter genannt, ist ein kleines Atemschutzgerät mit Drucksauerstoff, das im Bergbau Untertage im Gefahrenfall zum Einsatz kommt. Der Sauerstoffselbstretter ist kein Arbeitsgerät, sondern ebenso wie der Filterselbstretter ein reines Fluchtgerät.

## Grundlagen
Im Bergbau Untertage kann es unter bestimmten Voraussetzungen zur Zerstörung von Wetterbauwerken und zum Ausfall von Lüftern kommen. Dies führt dazu, dass in großen Teilen des Grubengebäudes die Bewetterung und somit die Versorgung der Bergleute mit frischen Wettern ausfällt. Aber auch durch Gasausbrüche kann es in betroffenen Grubenbauen zur starken Konzentration von nicht atembaren Gasen kommen. Wenn nun in den Wettern kein genügend hoher Rest-Sauerstoffgehalt vorhanden ist, sind diese Wetter nicht mehr für Menschen atembar. Der Filterselbstretter ist in solch einer Umgebung wirkungslos. Aber auch in Wettern, in denen der Anteil an Kohlenmonoxid zu hoch ist, oder wenn große Mengen Rußpartikel, wie sie bei Öl- oder Reifenbränden auftreten, in den Wettern vorkommen, ist der Filterselbstretter ungeeignet. Hier müssen Rettungsgeräte eingesetzt werden, die von der Umgebungsluft unabhängig arbeiten und den Bergmann mit Atemluft versorgen.

## Geschichtliches
Bereits seit der Mitte des 19. Jahrhunderts versuchte man, die Bergleute bei der Fahrung vor Gefährdung durch Böse Wetter zu schützen. Zunächst versuchten sich die Bergleute durch einfache Geräte, die sie bei der Flucht vor ihren Mund hielten, vor den Gasen zu schützen. Es wurden mit Essig getränkte oder mit Wasser angefeuchtete Tücher verwendet. Auch mit Kalkwasser oder alkalischen Lösungen gefüllte Büchsen oder Schwämme, wie z. B. die Respirationsbüchse von Roberts, oder mit Kalkhydrat gefüllte Kissen, kamen zum Einsatz. Jedoch erst durch den Einsatz von Wettermasken wurde man von der Umgebungsluft unabhängig. Erste Wettermasken dieser Art waren die Maske von Pilatre de Rozier und die Maske von Humboldt. Der Bergmann atmete über einen Schlauch mit Mundstück die Atemluft aus einem, mit etwa 0,25 Kubikmeter Atemluft gefüllten, auf dem Rücken tragbaren Ledersack. Nachteilig hierbei war die kurze Nutzungsdauer von maximal 16 Minuten. Es gab auch Masken mit fahrbaren Behältern, die bis zu einen Kubikmeter Atemluft enthielten und bis zu einer Stunde eingesetzt werden konnten. Weitere Geräte waren die Tornisterapparate. In diesen Atemschutzgeräten wurde Pressluft in einem Behälter mitgeführt. Dieser tornisterähnliche Behälter wurde auf dem Rücken getragen. Nachteilig bei diesem Gerät war der Ballastgasanteil durch rund 80 Prozent Stickstoff. Der Fleuss-Apparat bestand aus einem Sauerstoffbehälter und einem Regenerationsapparat. Bei diesem Atemschutzgerät wurde die ausgeatmete Luft vom Kohlendioxid gereinigt, mit Sauerstoff angereichert und wieder für die Atmung verwendet. Im Ersten Weltkrieg wurden die für Rettung im Bergbau entwickelten freitragenden Sauerstoffgeräte auch im Kriegseinsatz zum Schutz vor Giftgasen verwendet.

## Aufbau und Funktion
Für den Einsatz als Rettungsgerät im Bergbau werden zwei Typen an Sauerstoff-Selbstrettern eingesetzt, Sauerstoff-Selbstretter mit Drucksauerstoff und Sauerstoff-Selbstretter mit chemisch gespeichertem Sauerstoff. Der Sauerstoff-Selbstretter mit Drucksauerstoff besteht aus einem Gehäuse, in dem sich eine Sauerstoffflasche mit einem Fülldruck von bis zu 300 bar, eine Regenerationspatrone mit einem CO2-Absorptionsmittel, ein Auslösemechanismus und mehrere Ventile befinden. Damit keine Umgebungsluft geatmet wird, ist an dem Sauerstoff-Selbstretter eine Nasenklemme angebracht. Geatmet wird bei diesem Gerät in Pendelatmung. Über einen Atemschlauch, an dem sich ein Mundstück befindet, wird der Sauerstoff eingeatmet. Die ausgeatmete Luft wird über einen am Selbstretter befindlichen Atembeutel zur Regenerationspatrone geführt, dort gereinigt und wieder zur Atmung zur Verfügung gestellt. Überschüssiges Atemgas wird über ein selbsttätig wirkendes Überdruckventil aus dem Atembeutel abgeleitet.
Beim Sauerstoff-Selbstretter mit chemisch gespeichertem Sauerstoff ist der zur Atmung benötigte Sauerstoff in einem KO2-Präparat chemisch gespeichert. Das Rettungsgerät besteht ebenfalls aus einem Gehäuse in dem sich die KO2-Patrone, der Startmechanismus und mehrere Ventile befinden. Über einen Atemschlauch, an dem sich ein Mundstück befindet, wird der Sauerstoff eingeatmet. Dieser Selbstretter besitzt ebenfalls eine Nasenklemme. Hier wird auch überschüssiges Atemgas über ein selbsttätig wirkendes Überdruckventil aus dem Atembeutel abgeleitet.

## Einsatz
Durch den Sauerstoff-Selbstretter ist der Träger bis zu 45 Minuten von der Umgebungsluft unabhängig. Wird das Gerät im ruhenden Zustand benutzt, dann ist es mindestens dreimal so lang nutzbar. Das Gerät kann entweder über ein Trageband oder am Gürtel mitgeführt werden und ist innerhalb von wenigen Sekunden einsetzbar. Im Steinkohlenbergbau werden diese Geräte nur in Ausnahmefällen, z. B. bei Gefahr von Gasausbrüchen, verwendet. Eingesetzt wurden die Sauerstoffselbstretter in den niederschlesischen und in den französischen Steinkohlenbergwerken. Das Einsatzgebiet der Geräte ist der Salz-, Erz- und Braunkohlentiefbau. Aufgrund des Gewichtes wird das Gerät nicht ständig am Mann getragen, sondern in unmittelbarer Nähe am Arbeitsplatz abgestellt oder auf dem mitgeführten Fahrzeug platziert.
Ebenso wie Filterselbstretter sind Sauerstoffselbstretter auch in der Stahlindustrie weit verbreitet. Auf Grund des hohen CO-Anteils der bei unterschiedlichen Prozessen auftretenden Gase muss in bestimmten Bereichen im Hüttenwerk, beispielsweise im Lanzenbereich eines LD-Stahlwerks oder auf der Gichtbühne am Hochofen, immer ein Selbstretter mitgeführt werden. 